# Niphona picticornis
Niphona picticornis es una especie de escarabajo longicornio del género Niphona, tribu Pteropliini, familia Cerambycidae. Fue descrita científicamente por Mulsant en 1839.
Se distribuye por Albania, Argelia, Bosnia y Herzegovina, Bulgaria, Chipre, Croacia, España, Francia, Grecia, Israel, Italia, Líbano, Libia, Malta, Marruecos, Montenegro, Siria, Serbia, Túnez, Turquía y Yugoslavia. Mide 12-19 milímetros de longitud. El período de vuelo ocurre en los meses de abril, mayo, junio, julio, agosto, septiembre y octubre.